# Klučov (železniční zastávka)
Klučov je železniční zastávka ve stejnojmenné obci v okrese Kolín ve Středočeském kraji. Zastávka se nachází v km 373,489 trati Praha – Česká Třebová.
Zastávku obsluhují osobní vlaky Českých drah, jezdící na lince S1 mezi Prahou a Kolínem.

## Popis zastávky
Zastávka se nachází v úseku mezi stanicemi Český Brod a Poříčany. Nacházejí se zde dvě nástupiště, u každé z krajních kolejí jedno. U střední (nulté) koleje se nástupiště nenachází. Nástupiště u koleje č. 1 má délku 280 metrů, nástupiště č. 2 pak 240 metrů. Na nástupišti směr Kolín stojí budova zastávky s čekárnou, která je ovšem uzavřena. Před ní je umístěn volně přístupný krytý prostor pro cestující. Na nástupišti pro opračný směr je zděný přístřešek. Jednotlivá nástupiště jsou spojena chodníkem v silničním podjezdu, který se v zastávce nachází.
Na zastávce je od roku 2015 nainstalován informační systém INISS pouze s akustickým výstupem (informační tabule zde nejsou), ovládaný z CDP Praha.